# Пароарія
Пароа́рія (Paroaria) — рід горобцеподібних птахів родини саякових (Thraupidae). Представники цього роду мешкають в Південній Америці.

## Опис

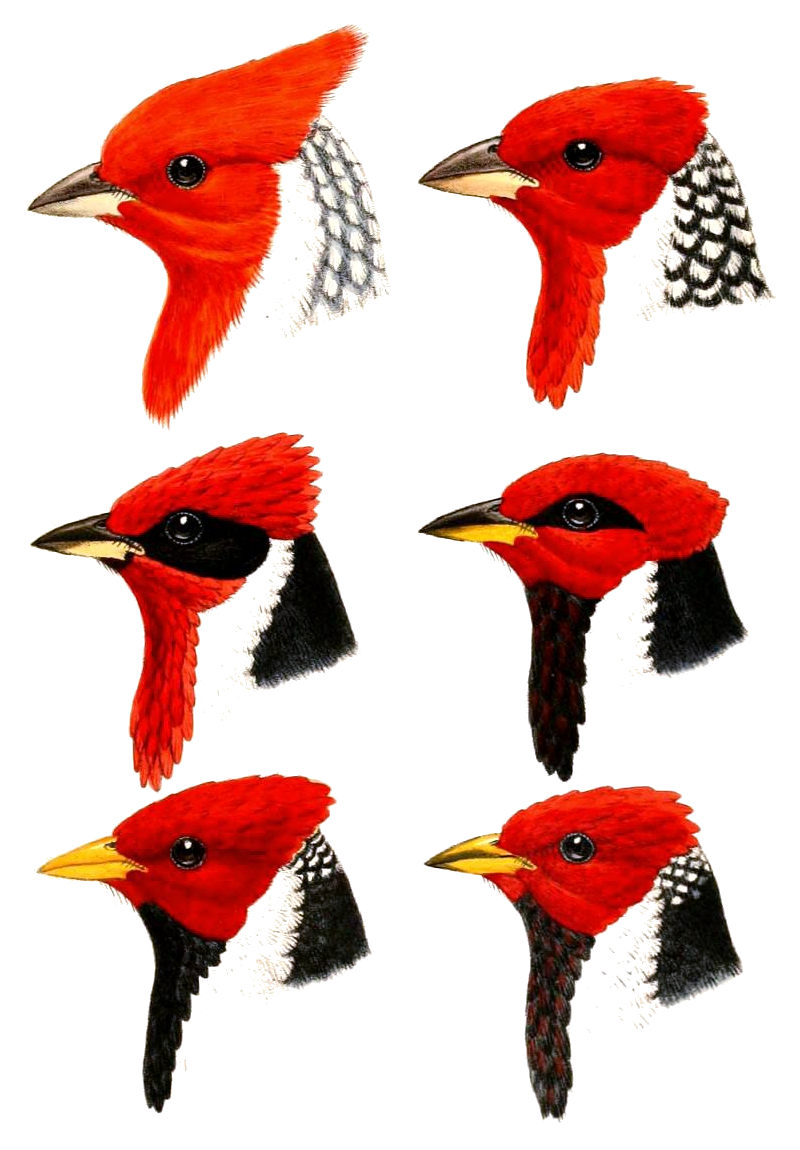
Зверху зліва: Paroaria coronata
Зверху справа: Paroaria dominicana
Зліва по центру: Paroaria nigrogenis
Справа по центру: Paroaria gularis gularis
Знизу зліва: Paroaria capitata
знизу справа: Paroaria g. cervicalis

Пароарії — це невеликі і середнього розміру птахи, середня довжина яских становить 16,5-19 см, а вага 17-44 г. Голова у них яскраво-червона, верхня частина тіла темна, сіра або чорнувата, а нижня частина тіла біла. У більшості видів на голові є невеликий червоний чуб, у деяких видів на обличчі є чорна "маска".

## Таксономія і систематика
Рід Paroaria традиційно відносили до родини вівсянкових (Emberizidae), однак за результатами молекулярно-філогенетичних досліджень він, разом з низкою інших родів, був переведений до родини саякових (Thraupidae).

## Види
Виділяють шість видів:
- Пароарія чубата (Paroaria coronata)
- Пароарія бразильська (Paroaria dominicana)
- Пароарія червонолоба (Paroaria baeri)
- Пароарія жовтодзьоба (Paroaria capitata)
- Пароарія чорнощока (Paroaria nigrogenis)[8][9]
- Пароарія амазонійська (Paroaria gularis)